# Johan Danen
Johan Danen, né le 17 juin 1971 à Bilzen est un homme politique belge flamand, membre de Groen.

## Biographie
Il est licencié en sciences commerciales et financières (université de Hasselt, 1993), en relations internationales (Katholieke Universiteit Leuven (KUL), 1994), agrégé de l'enseignement secondaire supérieur (Lessius, 1994), maitrise en sciences sociales (Vrije Universiteit Brussel (VUB), 2005) ; Collaborateur scientifique (université de Hasselt, 1994-1996) ; développeur de projets d'économie sociale (BLM, 1996-1997) ; lecteur (PXL, 1997-2004) ; assistant de pratique (université de Hasselt, 2007-2014).

## Fonctions politiques
- député au Parlement flamand :
  - depuis le 25 mai 2014.

## Décoration
- Chevalier de l'ordre de Léopold (2024)[1].